# زاهو
زاهو (به انگلیسی: Zaho) (زاده ۱۰ مه ۱۹۸۰ در وهران الجزایر با نام زهیره درابید) خواننده الجزایری سبک ریتم و بلوز است که در حال حاضر در مونترال کانادا زندگی می‌کند.

## اوایل زندگی
زهیره درابید زاده ۱۰ مه ۱۹۸۰ در باب‌الزوار از توابع الجزیره است. او دوران کودکی اش را در الجزیره گذراند، تا اینکه در سن ۱۸ سالگی خانواده اش به مونترال کانادا نقل مکان کردند. پدرش یک مدیر اجرایی و مادرش پروفسور ریاضی است.

## زندگی هنری
زاهو زمانی که هفت سال داشت نواختن گیتار را آموخت و به سرعت در عرض ۱۰ سال رپرتوارهای فرانسیس کابرل گیتاریست فقید فرانسوی را فراگرفت. در سال ۱۹۹۹ زمانی که به مونترال مهاجرت کرد با دنیایی موزیک حرفه‌ای و تولیدکنندگان و استودیوها روبرو شد. او در صنعت موسیقی فرانسه در کنار نام‌هایی چون سوپرانو و تونیزیانو کار کرده‌است. در سال ۲۰۰۸ اولین آلبوم خود با نام Dima را منتشر کرد که به زبان الجزایری به معنی همیشه است. در همین سال به نمایندگی از الجزیره در مراسم جوایز موسیقی ام‌تی‌وی اروپا، عنوان بهترین هنرمند آفریقایی را از آن خود کرد. او در الجزیره، فرانسه و قسمت‌های فرانسوی کانادا فردی شناخته شده‌است. وی در سال ۲۰۱۲ آلبوم مسری را منتشر کرد.

## آلبوم شناسی

### آلبوم‌ها
| سال  | آلبوم       | بالاترین رتبه | بالاترین رتبه | بالاترین رتبه | جوایز    |
| سال  | آلبوم       | BEL (Wa)      | FRA           | SWI           | جوایز    |
| ---- | ----------- | ------------- | ------------- | ------------- | -------- |
| ۲۰۰۸ | Dima        | ۳۶            | ۱۱            | —             |          |
| ۲۰۱۲ | Contagieuse | ۶۵            | ۴۷            | ۹۲            | FR: Gold |